# 포스파티딜이노시톨 5-인산
포스파티딜이노시톨 5-인산(영어: phosphatidylinositol 5-phosphate, PI5P)은 포스파티딜이노시톨의 인산화된 유도체 중 하나인 포스포이노시타이드이며, 잘 확립된 막 고정 조절 분자이다. 포스포이노시타이드는 세포골격 역학, 세포 내 막 수송, 세포 증식 및 기타 여러 세포 기능을 제어하는 신호전달 이벤트에 참여한다. 일반적으로 포스포이노시타이드는 특정 포스포이노시타이드 결합 단백질을 세포 내 막에 모집하여 신호를 전달한다.

## 같이 보기
- 포스파티딜이노시톨 3-인산
- 포스파티딜이노시톨 4-인산